# 天长镇
天长镇，是中华人民共和国河北省石家庄市井陉县下辖的一个乡镇级行政单位。

## 历史
据载，天长村始于汉代，因位于天长岭下而得名。隋唐时，由于处在交通要道上，天长村商贸兴盛。唐中期，在此设立天长镇。唐末，改为天长军。后晋时天长军改名天威军。北宋熙宁八年，井陉县县治移驻此地，依唐代旧城重筑城墙。此后直至1958年，这里一直是井陉县县治所在。1958年，井陉县政府移至微水镇，天长镇不再作为县治。当地人将天长镇称为“旧城关”。

## 行政区划
天长镇下辖以下地区：
城内村、东关村、北关村、河东村、贡家庄村、东梁洼村、山北村、仇西河村、尹西河村、刘西河村、郝西河村、东窑岭村、枣林村、南陈家村、霍家庄村、武家堰村、吴家垴村、王家村、单家村、南关村、郝家窑村、潭洞村、朱家疃村、石板片村、郝家台村、板桥村、长生口村、南刘家沟村、梁家村、小龙窝村、大龙窝村、核桃园村、黄沟村、李河西村、张河西村、蔡庄村、乏驴岭村、许水滋村、翟水滋村、李水滋村、王家庄村、石桥头村、庄旺村、高家庄村、北刘家沟村、周家坑村、曹泉村、梨岩村和秀水村。

## 古迹
2008年，天长镇入选中国历史文化名镇。天长镇拥有井陉旧城城墙、井陉窑遗址2处全国重点文物保护单位，井陉城隍庙、井陉文庙大殿、唐家垴古墓群、通济桥、皆山书院、天长镇大石桥、天长镇王家大院等9处河北省文物保护单位，29处市县级文物保护单位，超过40处其他文物保护单位。

## 中国传统村落
- 梁家村
- 宋古城村
- 小龙窝村